# Dipartimento di Mburucuyá
Mburucuyá è un dipartimento argentino, situato nella parte centro-settentrionale della provincia di Corrientes, con capoluogo Mburucuyá.
Esso confina con i dipartimenti di Empedrado, San Luis del Palmar, General Paz, Concepción e Saladas.
Secondo il censimento del 2001, su un territorio di 961 km², la popolazione ammontava a 9.012 abitanti, con un aumento demografico del 10,06% rispetto al censimento del 1991.
Il dipartimento comprende un unico comune, quello di Mburucuyá.